# Roza (Raión de Bolhrad)
Roza  (ucraniano: Роза) es un pueblo del Raión de Bolhrad en el Óblast de Odesa de Ucrania. Según el censo de 2001, tiene una población de 90 habitantes.